# Hieron II. von Syrakus

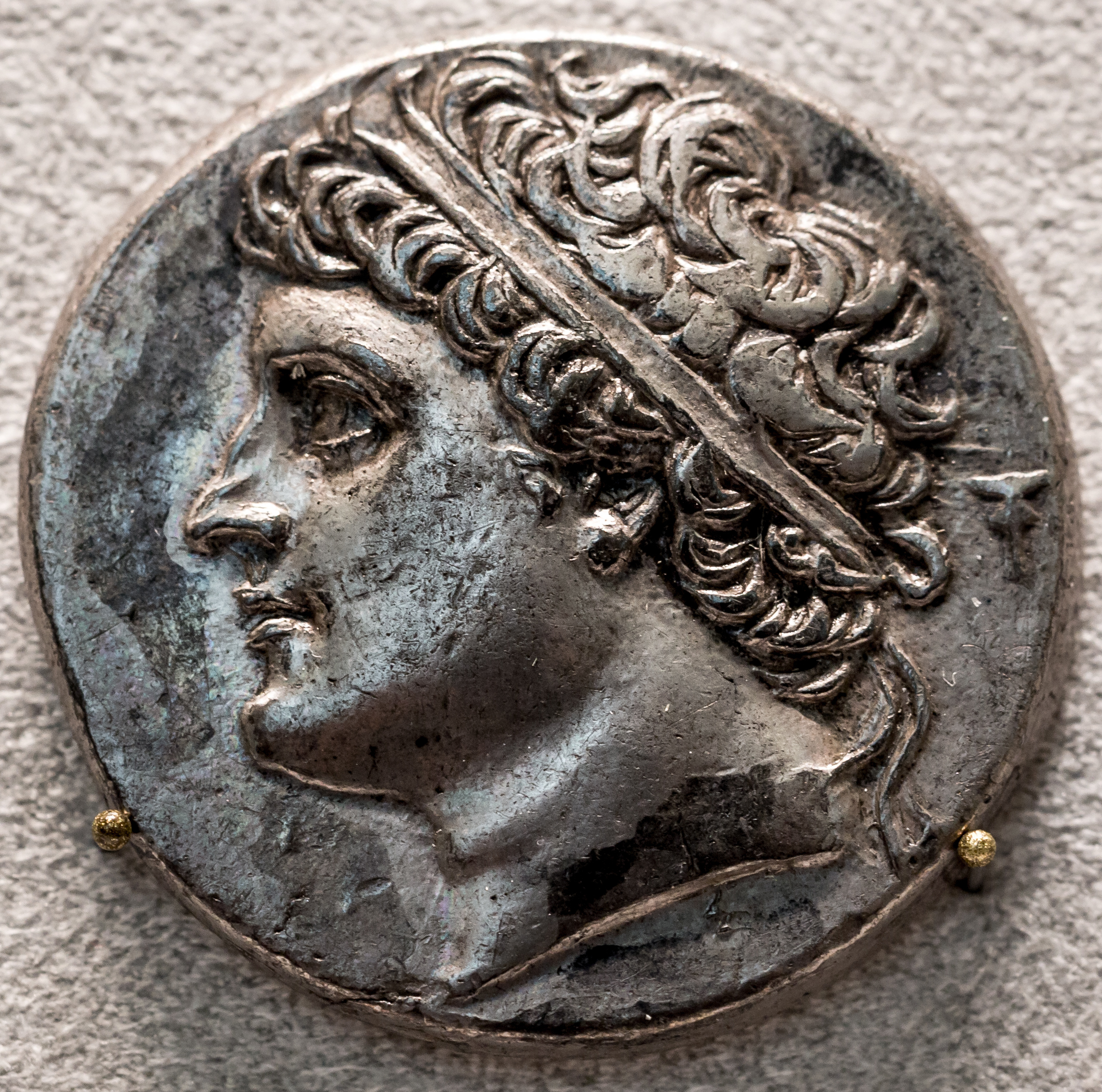
Münze Hierons II. mit Diadem als Siegerkranz

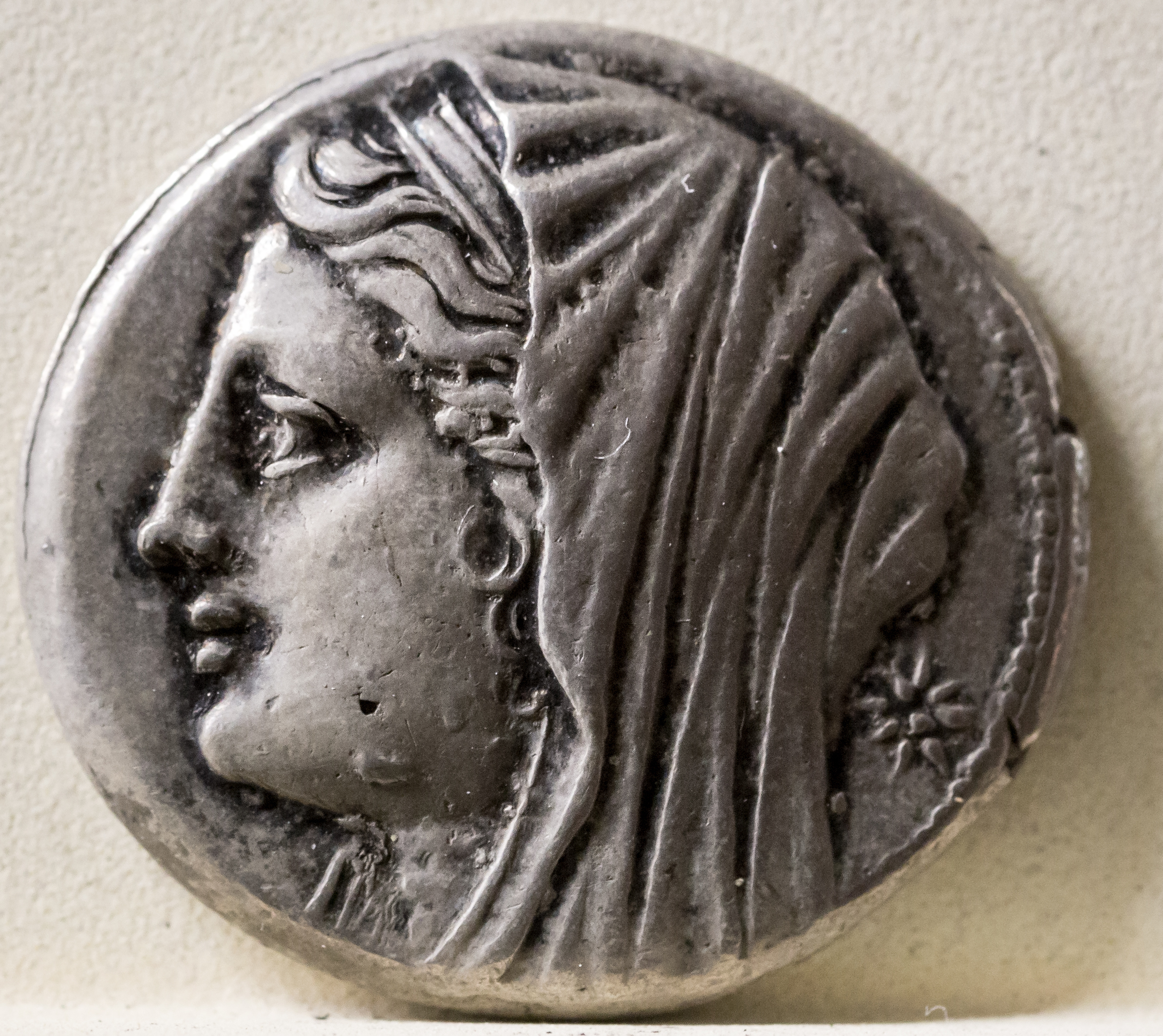
Münze mit Hierons Frau Philistis mit Diadem und Schleier

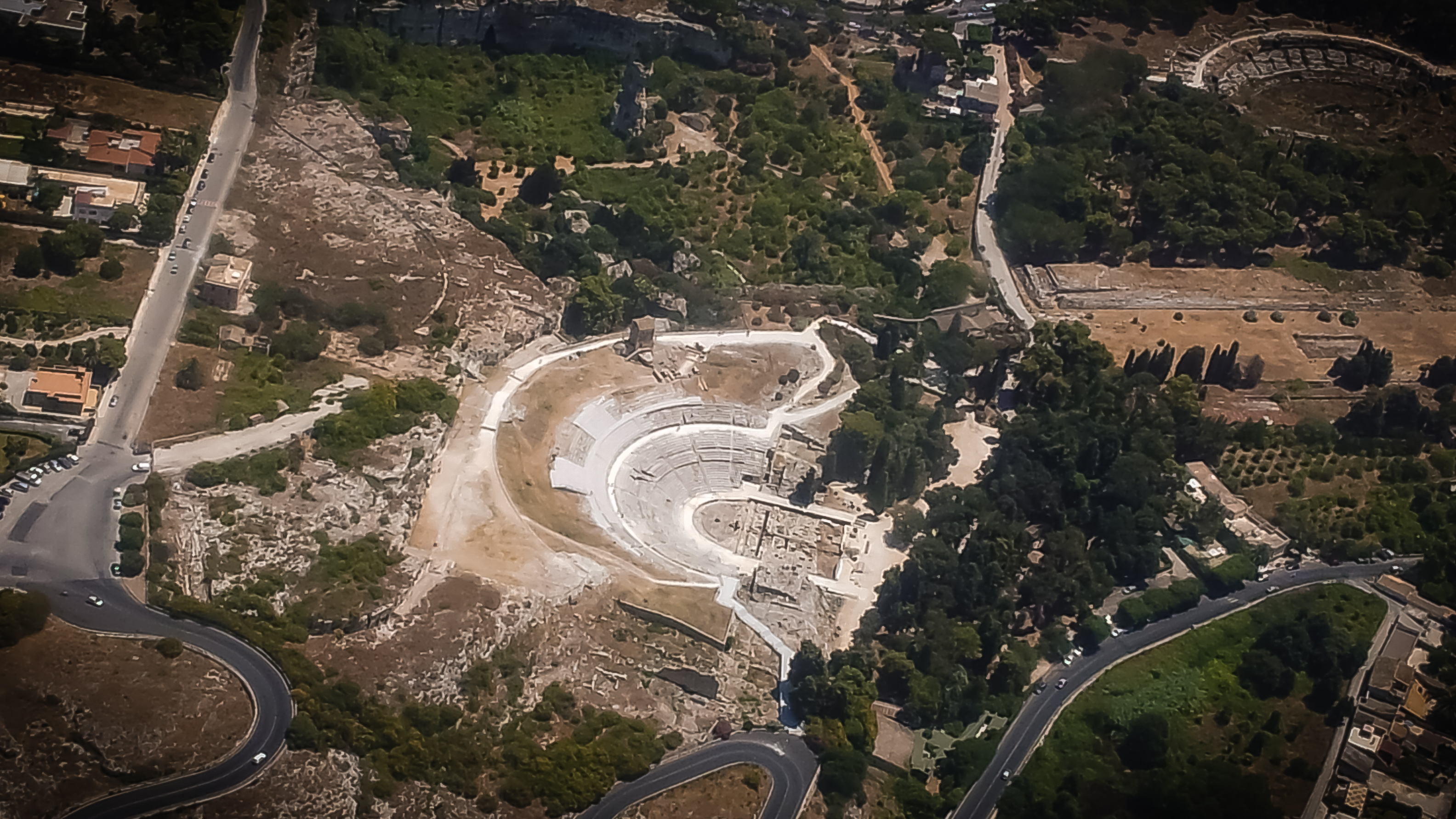
Archäologischer Bereich von Syrakus mit dem griechischen Theater (Luftaufnahme)

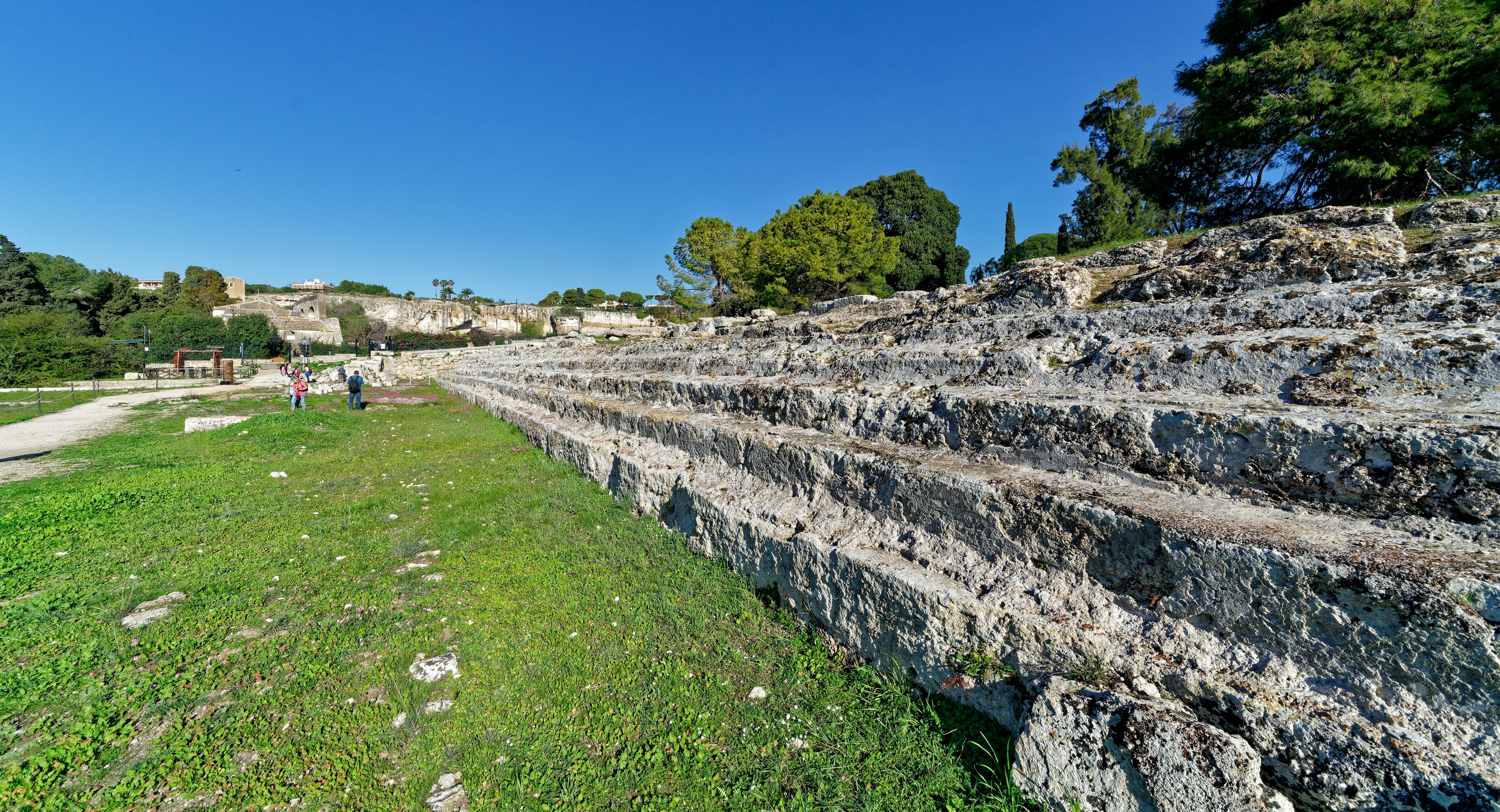
Langer Altar (Hieron-Altar) in Syrakus

Hieron II. (altgriechisch Ἱέρων Hiérōn, lateinisch Hiero; * um 306 v. Chr.; † Anfang 215 v. Chr.) war König von Syrakus von 269 bis 215 v. Chr. Wegen seiner Machtübernahme durch einen Staatsstreich wird er auch zu den Tyrannen gezählt, die in Sizilien in der Epoche der „jüngeren Tyrannis“ herrschten. Hieron spielte zunächst als Gegner, dann als Verbündeter der Römer eine wichtige Rolle im Ersten Punischen Krieg und in der Anfangsphase des Zweiten Punischen Kriegs.

## Herkunft und Machtübernahme
Hieron war der uneheliche Sohn des Hierokles, eines Syrakuser Adligen, der behauptete, von Gelon von Syrakus und damit aus der Familie der Deinomeniden abzustammen. Als Pyrrhos von Epirus Sizilien im Jahr 275 v. Chr. verließ, wählten syrakusische Truppen, die außerhalb der Stadt Syrakus stationiert waren, Hieron zum Feldherrn. Es handelte sich überwiegend um Söldner. Darauf drang Hieron mit seinem Heer in die Stadt ein, übernahm die Herrschaft gewaltsam und ließ sich von der Volksversammlung zum Oberkommandierenden mit außerordentlichen Vollmachten (strategos autokrator) wählen. Staatsrechtlich war diese Machtübernahme ein Staatsstreich und bedeutete, dass eine Tyrannenherrschaft (Tyrannis) errichtet wurde. Hieron stärkte seine Position durch die Heirat mit Philistis, der Tochter des Leptines, eines der führenden Oligarchen der Stadt.

## Regierungszeit
Damals hatten die Mamertiner, eine Gruppe von kampanischen Söldnern, die von Agathokles angeworben worden war, die Festung von Messana besetzt, von wo aus sie die Syrakuser in Angst und Schrecken versetzten. Sie wurden am Ende von Hieron in einer Schlacht bei Mylae geschlagen, doch wurde Hieron an der Besetzung Messanas durch den Einspruch Karthagos gehindert. 269 v. Chr. ließ er sich von den Syrakusern und Bundesgenossen im Heer zum König ausrufen.
Im Jahr 264 v. Chr. ging Hieron erneut zum Angriff auf die Mamertiner über, die nun ihrerseits die Römische Republik um Hilfe baten. Hieron schloss sich daraufhin dem punischen Feldherrn Hanno an, der vor kurzem in Sizilien gelandet war, zog sich aber wieder nach Syrakus zurück, nachdem er durch den Konsul Appius Claudius Caudex geschlagen worden war. Auf Druck der römischen Kräfte sah er sich 263 v. Chr. genötigt, einen Vertrag mit Rom abzuschließen, der ihm den Südosten Siziliens und die Ostküste bis hinauf nach Tauromenium (Taormina) als Herrschaftsgebiet beließ.
Im Jahr 237 v. Chr. wurde König Hieron II. unter dem Konsulat von Lucius Cornelius Lentulus  und Fulvius Flaccus in das republikanische Rom zu Bühnenspielen eingeladen. Diese Spiele wurden von den Römern nach griechischem Vorbild mit Theateraufführungen veranstaltet, was Hieron als Theaterliebhaber zu schätzen wusste. Es war ein bedeutender Besuch für Rom, weil zum ersten Mal ein hellenistischer Herrscher friedlich durch seine Tore zog.
Hieron II. verhielt sich bis zu seinem Tod im Jahr 215 v. Chr. den Römern gegenüber loyal und unterstützte sie gelegentlich in den Punischen Kriegen mit Männern und Verpflegung. Er finanzierte eine mächtige Flotte mit Defensivaufgaben und beschäftigte den berühmten Archimedes mit der Konstruktion jener Maschinen, die später während der Belagerung von Syrakus durch die Römer eine wichtige Rolle spielen sollten. Außerdem ist Hieron II. für sein Palastschiff Syracusia bekannt, das zu den größten Schiffen der Antike zählte. Es war angeblich viel zu groß für alle Häfen des Mittelmeers außer den Hafen von Alexandria. Hieron schenkte es später König Ptolemaios III. von Ägypten.

## Nachfolger
Bevor Hieron II. starb, wählte er auf Drängen seiner Umgebung seinen sehr jungen Neffen Hieronymus zu seinem Nachfolger und empfahl dessen Vormündern (einem aus 15 Mitgliedern bestehenden Rat), die seit über 50 Jahren gefestigte politische Linie des Bündnisses mit Rom fortzusetzen. In den darauffolgenden Unruhen, die von der römischen Niederlage in Schlacht von Cannae getrieben waren, neigte sich die öffentliche Stimmung zu einem Pakt mit Karthago. Alle Verwandten Hierons II. wurden getötet. Die Macht fiel in die Hände der von Hannibal gesandten Brüder Hippokrates und Epikydes (Vater aus Syrakus, Mutter aus Karthago). Die Römer, die die Unruhen nach dem Tod Hierons genau verfolgt hatten, befahlen den Syrakusern, die Hannibal-Generäle zu vertreiben, doch diese weigerten sich. Nach dreijähriger Belagerung eroberte der Konsul Marcus Claudius Marcellus Syrakus im Jahr 212 v. Chr.

## Hieronische Architektur
Während der Regierungszeit Hierons II. kamen in Sizilien diverse Formen der Baudekoration auf, die in der Architekturgeschichte teilweise als „Hieronische Architektur“ zusammengefasst werden. Anders als teilweise vermutet, lässt sich jedoch nicht nachweisen, dass hinter diesen stilistischen Neuerungen ein zentrales Programm von Seiten Hierons steckte, mit dem dieser seine Herrschaft legitimieren wollte. Ihm wird der Bau des langen Altars zugeschrieben, der seinen Namen trägt; die Inschriften auf den Stufen des griechischen Theaters werden seiner Dynastie zugeordnet.